# 瑪麗亞·法蘭西斯卡
瑪麗亞·法蘭西斯卡（Maria Fransisca，又名Tjan So Gwan，1959年—），是印尼已退役女子羽球運動員。
1978年，瑪麗亞·法蘭西斯卡以Tjan So Gwan之名代表印尼參加優霸盃比賽。印尼隊在決賽再次與日本隊對陣，以2-5輸掉了。她在第三點單打出賽，以5-11、4-11輸給德田敦子。
瑪麗亞·法蘭西斯卡在1983年的東南亞運動會羽球比賽上獲得了女子雙打金牌，搭檔為露絲·達馬央提。同年，兩人還在印尼羽球公開賽上贏得女子雙打冠軍。